# Васил Караиванов
Васил Генчов Караиванов е български възрожденец и родственик на Васил Левски.

## Произход
Васил Караиванов е роден през 1847 г. в Карлово в семейството на Генчо Василев Караиванов и Анна Пеева. Брат е на Евдокия Танчева, Ненка (Елена) Банкова, Мария Шарланджиева и Христина Видулова. Жени се трикратно - за Гина Стефанова, Васила Нончева и Елисавета Гюмюшева. Баща е на Георги Караиванов, Стефан Караиванов, Петър Караиванов, Нончо Караиванов, Василка Белова (Пелова), Анна Караиванова и още двама наследници, чиито имена са неизвестни.

## Дейност
Първи братовчед на Левски и ковчежник на Карловския революционен комитет от 1869 г., разполагащ се в наследствения му Караиванов хан. Дава подслон на Тодор Каблешков, Георги Бенковски и на боледуващия Панайот Волов. След предателство през 1867 г. Васил Караиванов е арестуван от турците, малтретиран е и е хвърлен за седем месеца в Търновския затвор. След обесването на Левски той е член на Карловския комитет по подготовката на Априлското въстание. Преживява и Карловското клане, бягайки в Търново. След Освобождението е избран за председател на градския съвет в родния град. За заслугите му към България княз Фердинанд го награждава с орден. Васил Караиванов записва спомените си за своя именит братовчед и става първия биограф на Васил Левски.
 През 1895 г. заедно със Стоян Заимов прогласява 6 юли 1837 за рождена дата на Апостола.
Умира на 8 януари 1933 в Карлово, Царство България.

## Допълнително четиво
- Петър В. Караиванов, „Васил Левски по спомени на Васил Караиванов – първи братовчед на Апостола“, Издател Караиванови – НК, 2014, ISBN 978-619-90110-1-0